# Jill Bleiksloot
Jill Bleiksloot (1994) is verslaggever en presentator bij Omroep WNL. Sinds 2017 staat ze live op locatie in het programma Goedemorgen Nederland op NPO 1. Voor hetzelfde programma presenteert ze sinds begin 2020 het nieuwsoverzicht, en interviewt ze sinds 2022 ook achter de tafel.
Bleiksloot presenteerde in 2018 en 2019 het programma Hufterproef op NPO 3. Vanaf begin 2021 is ze een van de gezichten van Stand van Nederland: Generatie Next op NPO 2.